# 尼科·奥亚迈基
尼科·奥亚迈基（芬蘭語：Niko Ojamäki，1995年6月17日—），芬兰男子冰球运动员。他曾代表芬兰参加2022年冬季奥林匹克运动会冰球比赛，获得一枚金牌。他也曾获2019年世界男子冰球锦标赛冠军。